# Italienische Blindschleiche
Die Italienische Blindschleiche (Anguis veronensis) ist eine Reptilienart aus der Familie der Schleichen und lebt in Italien und den angrenzenden Gebieten.

## Merkmale
Die Gesamtlänge beträgt bis zu 48 cm, Männchen bleiben geringfügig kleiner. Die Kopf-Rumpf-Länge liegt durchschnittlich bei 21 cm bei den Weibchen und 17 cm bei den Männchen. Äußerlich ähnelt die Art der Westlichen Blindschleiche, der Schwanz ist aber relativ länger. Die mittlere Zahl der Unterschwanzschuppen (Subcaudalschuppen) liegt mit rund 150 etwas höher als bei der Westlichen Blindschleiche. Der Maximalwert beträgt 164. Der Kopf von Anguis veronensis ist etwas robuster als bei Anguis fragilis.

## Verbreitung
Das Verbreitungsgebiet umfasst das Festland Italiens und den grenznahen Südosten Frankreichs. In Italien fehlt sie im Süden von Kalabrien, im größten Teil von Apulien und in Teilen der Basilikata. In Frankreich lebt sie nur in der Provence-Alpes-Côte d’Azur. Ob die Art in der südlichen Schweiz vorkommt, ist noch nicht abschließend geklärt. Die Fundortdichte im Verbreitungsgebiet nimmt von Norden nach Süden ab, in Ober- und Mittelitalien ist sie häufiger als im Süden. Im Nordosten Italiens und im angrenzenden Slowenien wurden Hybriden zwischen der Italienischen Blindschleiche und der Westlichen Blindschleiche nachgewiesen.

## Lebensraum
Von Meeresspiegelhöhe bis 2300 m über NN in der Provinz Trentino. Besiedelt wird ein breites Spektrum an Lebensraumtypen, z. B. Pinienwälder an den Küsten, Tieflandwälder, Laubwälder, Kastanienwälder, subalpine Nadelwälder, aber gleichermaßen auch offene Biotope wie Wiesen, Weiden, Gärten und Brachflächen. Dabei werden Übergänge zwischen bewaldeten und offenen Lebensräumen bevorzugt. Auch muss eine gewisse Bodenfeuchte vorhanden sein. In Süditalien werden die Ränder von Eichen- und Buchenwäldern und gelegentlich sogar trockene Sanddünen mit mediterraner Macchie bewohnt.

## Lebensweise

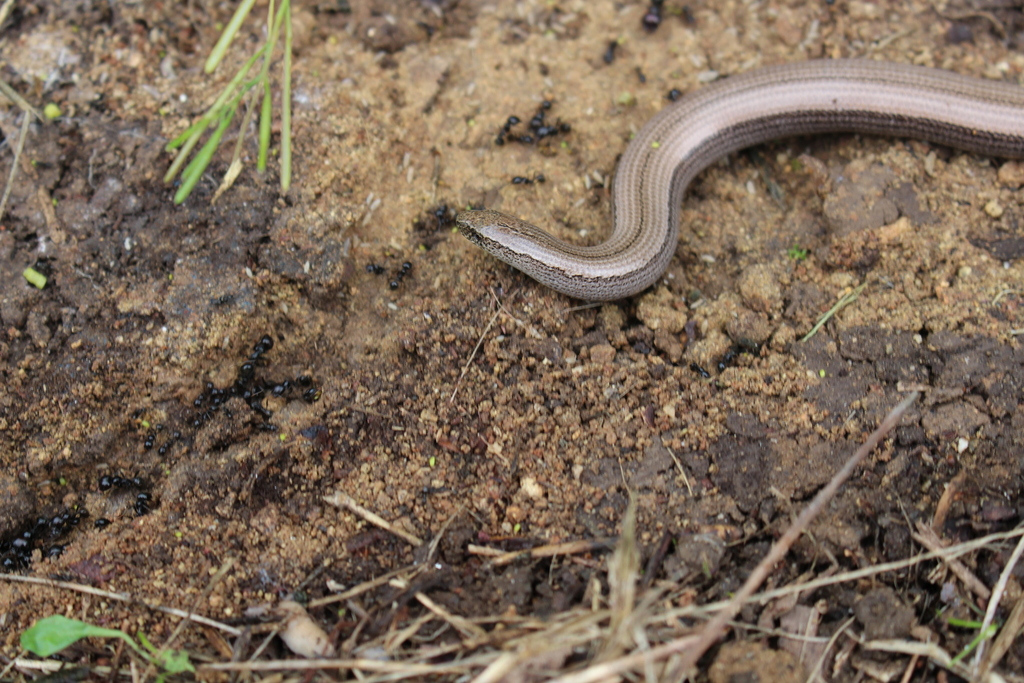
Ein Exemplar aus Nizza

Aktive Individuen sind das ganze Jahr über zu finden, schwerpunktmäßig aber von Ende März bis Ende Oktober. Außerhalb dieser Zeit findet sich die Art nur sporadisch. Im mediterranen Italien ist die Art überwiegend dämmerungs- und nachtaktiv, während sie im Norden eher tagsüber zu beobachten ist. Die Paarung findet im Frühjahr statt, wobei sich die Weibchen für gewöhnlich nur jedes zweite Jahr fortpflanzen. Nach einer Trächtigkeit von 11–13 Wochen werden von Juni bis September, gelegentlich erst im Oktober, 4–26 Junge geboren. Die Art ist sehr langlebig und soll über 40 Jahre alt werden können.

## Gefährdung
Die IUCN listet die Art in Italien als nicht gefährdet (least concern). Im Norden des Areals ist die Italienische Blindschleiche eine häufige Art, im mittleren und vor allem südlichen Italien dagegen selten.

## Taxonomie
Die als Anguis veronensis im Jahr 1818 von Pollini erstmals beschriebene Italienische Blindschleiche wurde 1826 von Risso als Anguis cinereus und Anguis bicolor nochmals beschrieben, ohne zu erkennen, dass es sich um eine bereits in Italien beschriebene Art handelte. Ihr Artrang wurde jedoch mangels ausreichender morphologischer Unterscheidungsmerkmale zur Westlichen Blindschleiche (Anguis fragilis) lange Zeit nicht anerkannt.
Die Arten der Blindschleichen (Anguis) bilden einen Artenkomplex, der innerhalb des Verbreitungsgebiets mehrere äußerlich kaum unterscheidbare Arten umfasst. Daher wurden sie lange Zeit unter dem Namen Anguis fragilis vereint. Es gab zwar einige Versuche, Arten aus diesem Komplex zu isolieren, die äußeren Unterscheidungsmerkmale blieben jedoch unsicher und konnten auch auf innerspezifische Variabilität zurückgeführt werden. Im Jahr 1990 wurde die auf der Peloponnes verbreitete Peloponnes-Blindschleiche (Anguis cephallonica) als eigene Art wiedererrichtet. Durch die Analyse des mitochondrialen Genoms hat sich inzwischen gezeigt, dass ihre nächste Verwandte die Italienische Blindschleiche (Anguis veronensis) ist, die erst 2013 als Art wiedererrichtet wurde.